# Quercus acherdophylla
Quercus acherdophylla je vrlo rijetko, brzorastuće poluzimzeleno drvo iz porodice Fagaceae. Može podnijeti temperature do -5°c.

## Opis
Listopadno (ili donekle zimzeleno u uzgoju) drvo s debelim, jajastim, kožastim listovima. Kora isprva glatka, kasnije postaje izbrazdana; naraste do 20 m visine; deblo do 1,5 m u promjeru. Cvjeta u travnju; Plod je okruglasti žir, 0,6-1 cm u promjeru. Pripada podrodu Quercus, sekcija Lobatae, podsekcija Erythromexicanae.

## Rasprostranjenost
Meksiko, Sierra Madre Oriental (Hidalgo, Puebla, Oaxaca, Veracruz); na visinama od 1500-2500 m.